# Robert Knudson
Robert Knudson (Los Angeles, 29 de setembro de 1925 — Columbia, 21 de janeiro de 2006) é um sonoplasta estadunidense. Venceu o Oscar de melhor mixagem de som em dois ocasiões: por Cabaret, The Exorcist e E.T. the Extra-Terrestrial.